# Coupe du monde masculine de volley-ball 1995
Navigation
Coupe du monde 1991 Coupe du monde 1999
La 8e Coupe du monde de volley-ball masculin 1995 a eu lieu au Japon du 18 novembre au 2 décembre 1995.

## Formule de compétition
La Coupe du monde de volley-ball a regroupé 12 équipes. Elle se compose des champions de 5 continents (Asie, Amérique du Nord, Amérique du Sud, Afrique, Europe), des 5 vice-champions, du pays organisateur et une équipe invitée ("wild card").
Les matches se sont disputés en Round Robin. Chaque équipe a rencontré les autres (au total, 11 matches par équipe).
Les 3 premières équipes se sont qualifiées pour les jeux olympiques d'Atlanta.

## Équipes présentes
- Japon : organisateur
- Cuba : champion d'Amérique du Nord
- Brésil : champion d'Amérique du Sud
- Tunisie : champion d'Afrique
- Chine : champion d'Asie
- Italie : champion d'Europe
- États-Unis : vice-champion d'Amérique du Nord
- Argentine : vice-champion d'Amérique du Sud
- Pays-Bas : vice-champion d'Europe
- Corée du Sud : vice-champion d'Asie
- Égypte : vice-champion d'Afrique
- Canada : wild card

## Déroulement de la compétition

### 1ertourdu18au20 novembre1995
- Tokyo :

- Kumamoto :

### 2etourdu22au23 novembre1995
- Hiroshima :

- Kugamoto :

### 3etourdu26au29 novembre1995
- Sendai :

- Fukushima :

### 4etourdu30 novembreau2 décembre1995
- Tokyo :

- Chiba :

## Classement final
| #  | Équipe       | Pts | J  | G  | P  | Pp  | Pc  | Ratio | Sp | Sc | Ratio |
| 1  | Italie       | 22  | 11 | 11 | 0  | 526 | 258 | 2.039 | 33 | 3  | 11    |
| 2  | Pays-Bas     | 20  | 11 | 9  | 2  | 522 | 344 | 1.517 | 30 | 7  | 4.286 |
| 3  | Brésil       | 20  | 11 | 9  | 2  | 516 | 297 | 1.737 | 29 | 7  | 4.143 |
| 4  | États-Unis   | 19  | 11 | 8  | 3  | 429 | 351 | 1.222 | 24 | 9  | 2.667 |
| 5  | Japon        | 18  | 11 | 7  | 4  | 427 | 371 | 1.151 | 21 | 14 | 1.5   |
| 6  | Cuba         | 18  | 11 | 7  | 4  | 498 | 491 | 1.014 | 23 | 18 | 1.278 |
| 7  | Argentine    | 16  | 11 | 5  | 6  | 415 | 461 | 0.9   | 17 | 21 | 0.81  |
| 8. | Corée du Sud | 14  | 11 | 3  | 8  | 404 | 467 | 0.865 | 12 | 24 | 0.5   |
| 9  | Canada       | 14  | 11 | 3  | 8  | 385 | 527 | 0.731 | 11 | 27 | 0.407 |
| 10 | Chine        | 14  | 11 | 3  | 8  | 371 | 483 | 0.768 | 11 | 26 | 0.423 |
| 11 | Égypte       | 12  | 11 | 1  | 10 | 288 | 505 | 0.57  | 6  | 30 | 0.2   |
| 12 | Tunisie      | 11  | 11 | 0  | 11 | 289 | 515 | 0.561 | 2  | 33 | 0.061 |

## Distinctions individuelles
- MVP : Andrea Giani
- Meilleur marqueur : Marcos Milinkovic
- Meilleur attaquant : Bas van de Goor
- Meilleur contreur : Jason Haldane
- Meilleur serveur : Lloy Ball